# Neustädter Kirchhof 20 (Quedlinburg)

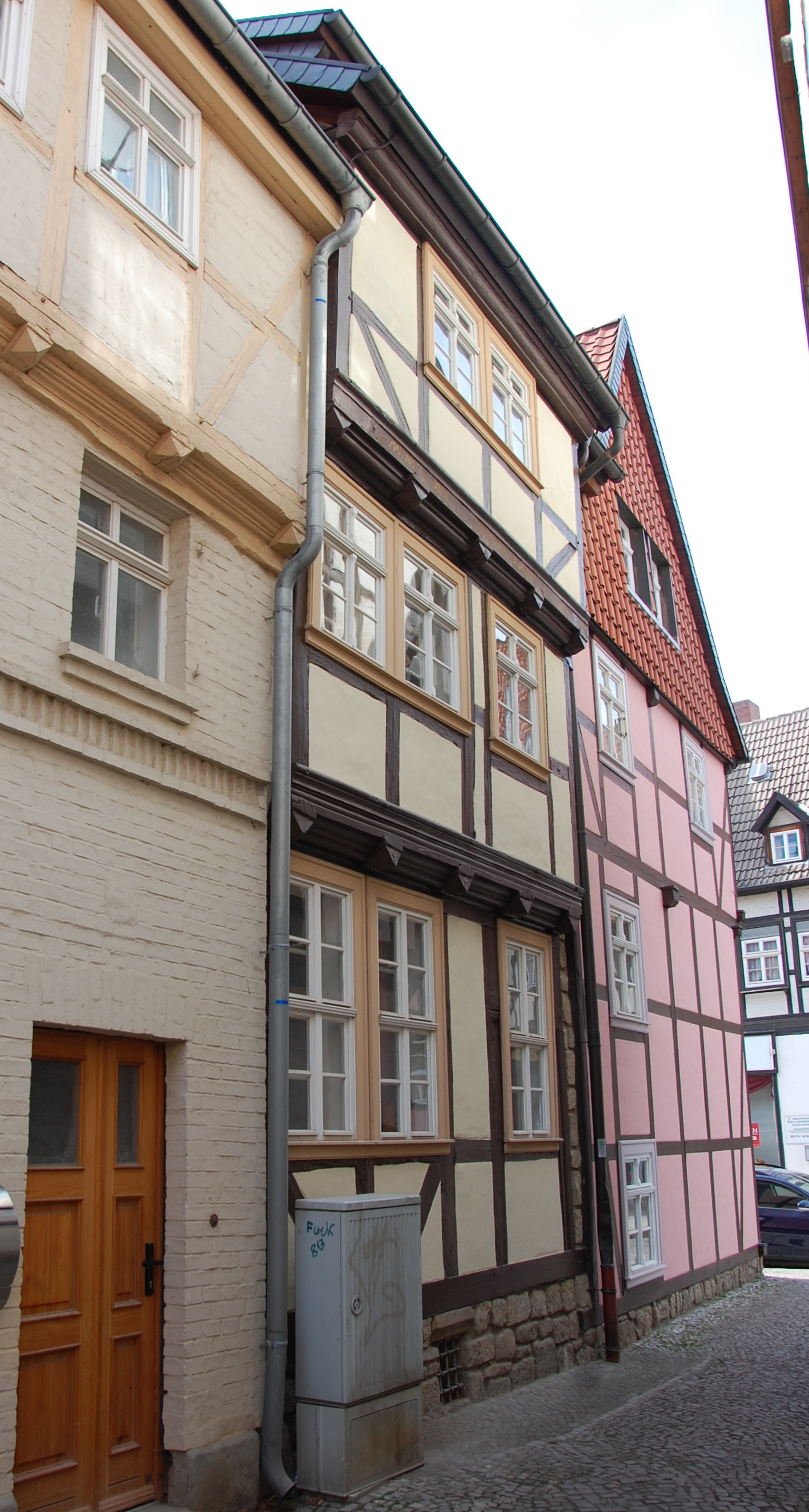
Haus Neustädter Kirchhof 20

Das Haus Neustädter Kirchhof 20 ist ein denkmalgeschütztes Gebäude in der Stadt Quedlinburg in Sachsen-Anhalt.

## Lage
Es befindet sich in der historischen Quedlinburger Neustadt an der südwestlichen Ecke des Neustädter Kirchhofs, auf der Südseite einer kleinen, verwinkelten Gasse die von Neustädter Kirchhof zur westlich gelegenen Pölkenstraße führt. Es gehört zum UNESCO-Weltkulturerbe und ist im Quedlinburger Denkmalverzeichnis als Wohnhaus eingetragen.

## Architektur und Geschichte
Das verhältnismäßig hohe dreigeschossige Fachwerkhaus stammt nach einer an der oberen Stockschwelle des Gebäudes befindlichen Inschrift, die u. a. den Bauherren benennt, aus dem Jahr 1710. Als Verzierungen finden sich Pyramidenbalkenköpfe am Haus. Die untere Stockschwelle ist mit einem Gurtprofil versehen.